# Urogymnus granulatus
A Urogymnus granulatus é uma espécie de arraia da família Dasyatidae. Ela é amplamente distribuída na região do Indo-Pacífico, desde o Mar Vermelho até o norte da Austrália e a Micronésia. Habitante bentônico de águas costeiras rasas, os filhotes preferem habitats de manguezal e estuário, enquanto os adultos preferem áreas arenosas a rochosas em lagunas e recifes de coral. Essa espécie pode ser identificada pelo disco grosso e oval da nadadeira peitoral, que é cinza-escuro na parte superior com várias manchas brancas, e pela cauda relativamente curta, semelhante a um chicote, que é branca após o espinho urticante. Ele cresce até 1,4 m de diâmetro.
De natureza solitária, a Urogymnus granulatus se alimenta principalmente de pequenos peixes ósseos e invertebrados que vivem na zona bentônica. Assim como outras arraias, ela é ovovivípara, com as fêmeas nutrindo seus filhotes por meio de histotrofo (“leite uterino”). A Urogymnus granulatus é capturada por sua carne, pele e cartilagem em grande parte de sua área de distribuição. A União Internacional para a Conservação da Natureza (IUCN) a avaliou como Vulnerável globalmente e como Em Perigo no Sudeste Asiático, onde sua população diminuiu substancialmente devido à pesca artesanal e comercial intensiva, bem como à destruição generalizada do habitat. Em particular, os filhotes têm sido alvo desproporcional de pescadores e afetadas pela destruição em larga escala das florestas de mangue.

## Taxonomia
O zoólogo australiano  William John Macleay publicou o primeiro relato científico da Urogymnus granulatus, uma breve descrição de uma fêmea imatura de 86 cm de comprimento capturada ao largo de Porto Moresby, Papua Nova Guiné, em um volume de 1883 do Proceedings of the Linnean Society of New South Wales. Ele a batizou de Trygon granulata, pois observou que a cabeça e o dorso do espécime estavam “cobertos de pequenos grânulos”. Em 1928, Gilbert Percy Whitley [en] transferiu essa espécie para o gênero Himantura [en]. No entanto, agora ela é considerada do gênero Urogymnus.

## Descrição

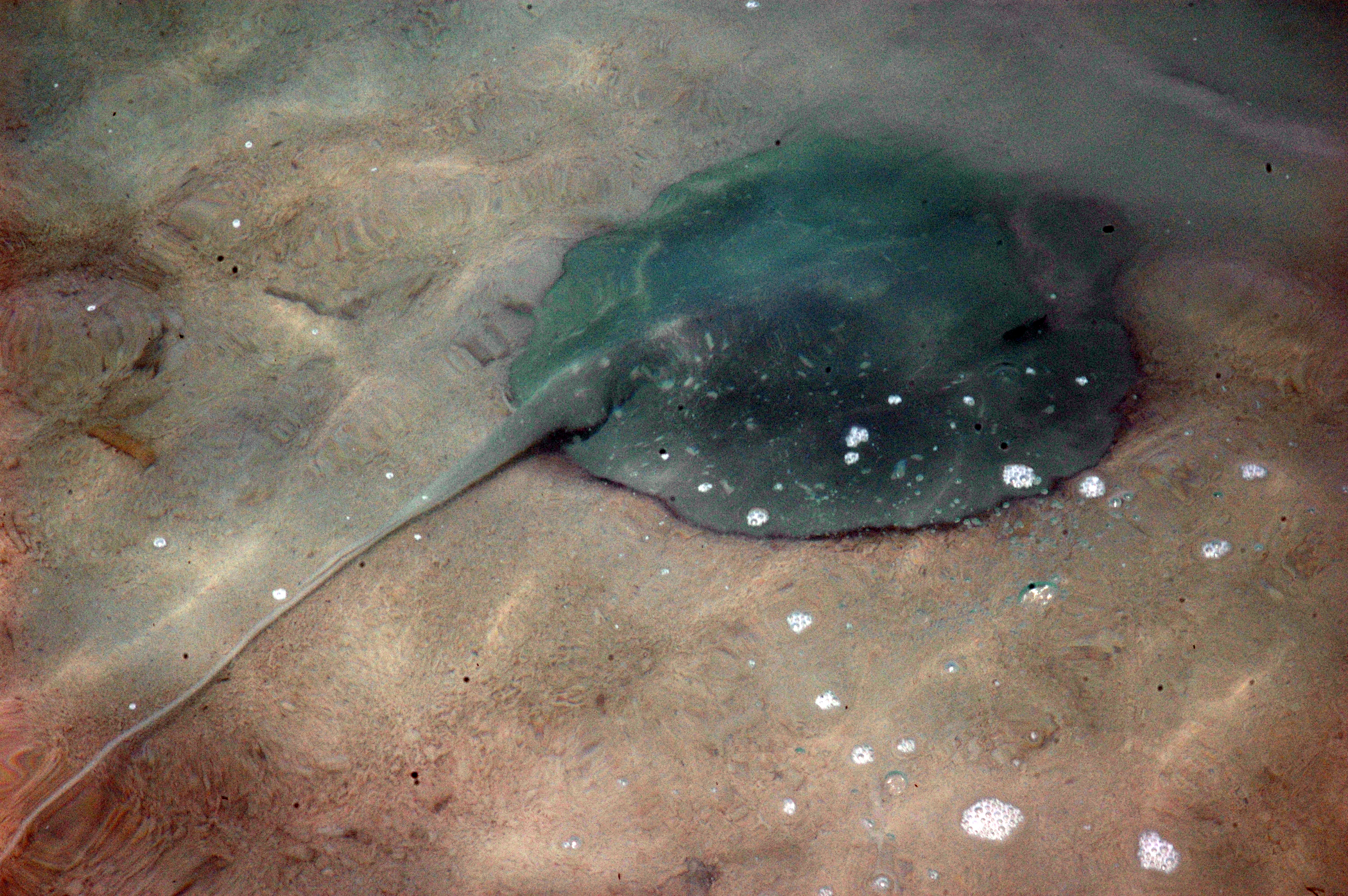
A Urogymnus granulatus pode ser identificada por sua forma oval, corpo escuro com pequenas manchas brancas e cauda branca curta.

O disco da nadadeira peitoral do Urogymnus granulatus é muito grosso e oval, medindo de 0,9 a 1,0 vezes a largura e o comprimento. As margens anteriores do disco são quase retas e convergem em um ângulo amplo na ponta do focinho. Os olhos de tamanho médio e amplamente espaçados são imediatamente seguidos pelos espiráculos. Entre as narinas longas e finas há uma cortina de pele curta e larga com uma margem posterior finamente franjada. A mandíbula inferior é em forma de arco e há de 0 a 5 papilas no assoalho da boca. Os dentes são dispostos em um padrão quincôncio e possuem de 40 a 50 fileiras na mandíbula superior e de 38 a 50 fileiras na mandíbula inferior. Há cinco pares de fendas branquiais abaixo do disco. As nadadeiras pélvicas são pequenas e estreitas.
A cauda é grossa na base e mede de 1,5 a 2 vezes mais do que a largura do disco. Um ou dois espinhos serrilhados com ferrão, posicionados dorsalmente, estão localizados no primeiro terço da cauda. Após o ferrão, a cauda se torna fina e semelhante a um chicote, sem dobras nas nadadeiras. A superfície superior do corpo e da cauda é áspera por pequenos dentículos dérmicos, que se tornam maiores em direção à linha média do dorso e da cauda. Além disso, uma ou duas fileiras irregulares de espinhos estão presentes ao longo da linha média dorsal, desde a cabeça até o ferrão. A Urogymnus granulatus é marrom-escura a cinza na parte superior, com muitos pontos e manchas brancas, que se tornam mais densas com o aumento do tamanho. A coloração escura é devida a uma camada de muco, sem a qual o corpo é cinza-alaranjado claro. A parte inferior é branca com pequenas manchas escuras em direção à margem do disco. A cauda torna-se abruptamente branca após o ferrão. Essa espécie atinge 1,4 m de largura e mais de 3,5 m de comprimento.

## Distribuição e habitat

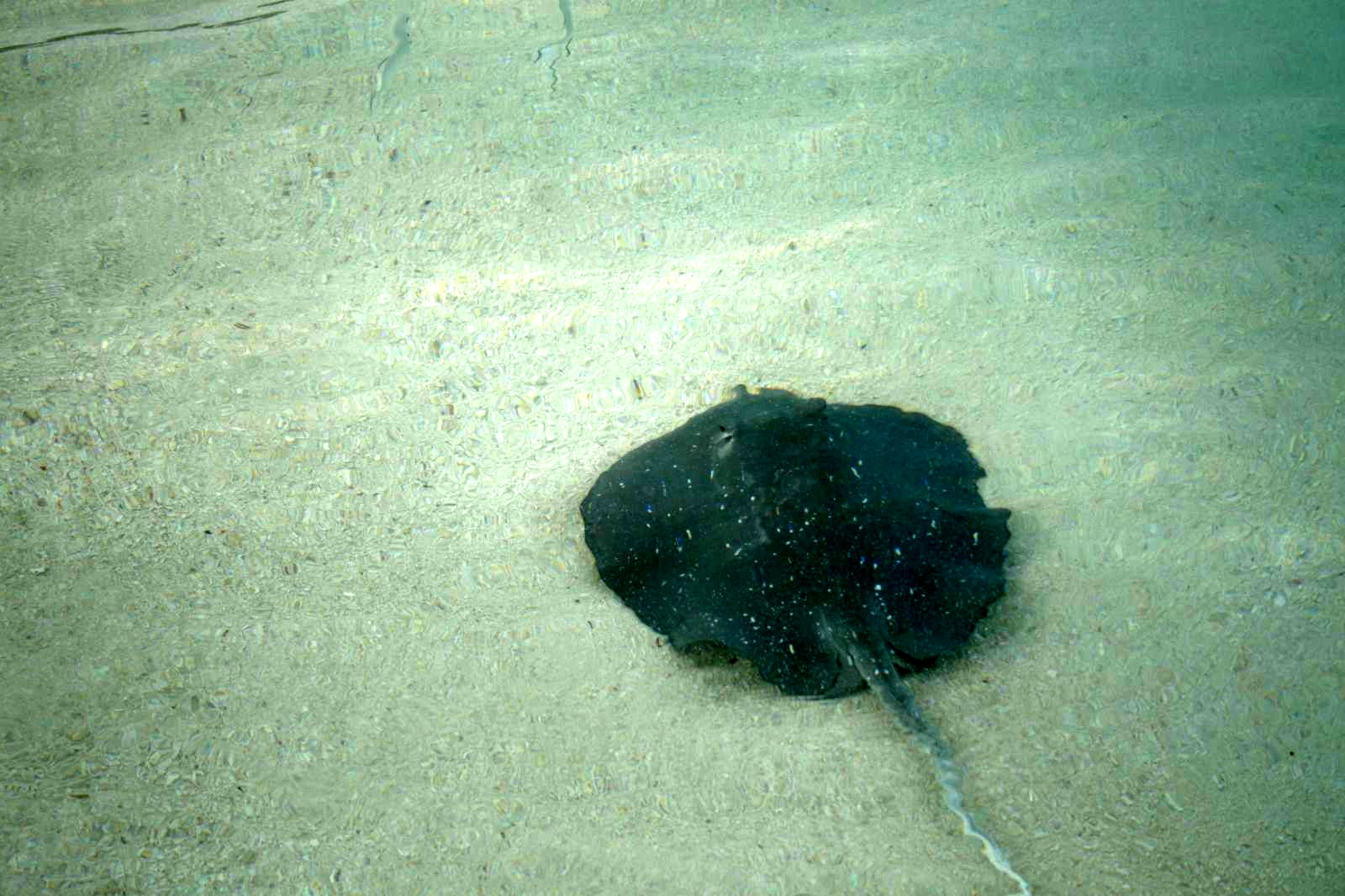
Os adultos podem ser encontrados em habitats de fundo arenoso ou duro.

Embora incomum, a Urogymnus granulatus parece ser amplamente distribuída no Indo-Pacífico; foi registrada no Mar Vermelho, no sul da Ásia, incluindo as Maldivas e as Ilhas Andamão, no Golfo da Tailândia, no Arquipélago Malaio (exceto Sumatra), na Nova Guiné e no norte da Austrália, e em várias ilhas, incluindo Guam, Fiji, Ilhas Salomão e Micronésia. Essa espécie que vive na zona bentônica normalmente habita águas rasas próximas à costa, embora adultos também tenham sido registrados em alto-mar a uma profundidade de pelo menos 85 m. Os filhotes frequentam habitats de água salobra, como manguezais e estuários. Por outro lado, os adultos preferem áreas de areia e entulho de rocha, ou fundo duro, e são frequentemente encontrados em lagunas ou em recifes de coral.

## Biologia e ecologia

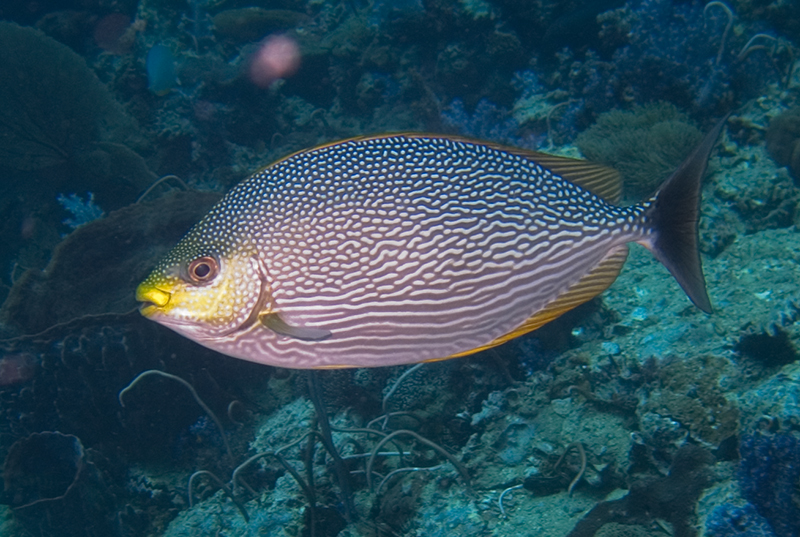
Os peixes-coelho estão entre as presas consumidas pela Urogymnus granulatus.

Ao contrário de muitos de seus parentes, a Urogymnus granulatus é solitária por natureza. É relativamente inativa durante o dia, geralmente descansando meio enterrada na areia ou em cima de cabeças de coral, e procura ativamente por alimento à noite. As ampolas de Lorenzini (eletrorreceptivas) dessa espécie têm uma sensibilidade de 4 nV/cm e um alcance efetivo de 25 cm, o que permite localizar presas enterradas. Os filhotes se alimentam principalmente de pequenos crustáceos, incluindo camarões e caranguejos. Os adultos se alimentam de pequenos peixes ósseos bentônicos, incluindo peixes das famílias Labridae e Pomacentridae, bem como de invertebrados, incluindo vermes da classe Sipuncula, caranguejos, polvos e bivalves. Como em todas as arraias, a Urogymnus granulatus é ovovivípara, com os embriões em desenvolvimento sendo sustentados por histotrofo rico em nutrientes (“leite uterino”) produzido pela mãe. Os recém-nascidos medem de 14 a 28 cm de diâmetro e os machos atingem a maturidade sexual com 55 a 65 cm de diâmetro. Os parasitas conhecidos dessa espécie incluem a tênia Rhinebothrium himanturi e outra espécie não descrita do mesmo gênero.

## Interações com os seres humanos
A Urogymnus granulatus é capaz de ferir um ser humano com seu ferrão venenoso. Ocasionalmente, é capturada em redes de emaranhado e redes de arrasto de fundo e, em menor escala, em palangres; é comercializada por sua carne, pele e cartilagem. Devido às suas preferências de habitat costeiro, essa espécie naturalmente incomum é altamente suscetível à pesca artesanal e comercial intensiva que ocorre em grande parte de sua área de distribuição. No Sudeste Asiático, as arraias imaturas têm sido particularmente afetadas pela pesca local, bem como pela destruição do habitat devido à perda generalizada de florestas de mangue. Além disso, o número de exemplares dessa espécie no Mar de Arafura caiu significativamente devido à pesca com redes de emalhar da Indonésia direcionada às arraias do gênero Rhynchobatus, que envolve mais de 600 embarcações e tem operado cada vez mais ilegalmente em águas australianas. Esses fatores levaram a um declínio inferido da população do Sudeste Asiático em mais de 50%, o que levou a União Internacional para a Conservação da Natureza (IUCN) a atribuir-lhe uma avaliação regional de Em Perigo de extinção. A Urogymnus granulatus está minimamente ameaçada no norte da Austrália, onde é capturada como fauna acompanhante pela Northern Prawn Fishery (NPF), mas apenas em pequenas quantidades após a adoção obrigatória de Turtle Exclusion Devices (TEDs). Como resultado, a avaliação da IUCN para a população australiana é Pouco Preocupante. Globalmente, a IUCN listou essa espécie como Vulnerável.